# Metanatroautunite
La metanatroautunite (precedentemente natroautunite; simbolo IMA: Mnaut) è un minerale molto raro del gruppo della meta-autunite appartenente alla famiglia dei "fosfati, arseniati e vanadati" con composizione chimica Na2[UO2|PO4]2 • 8(H2O) oppure Na2(UO2)2(PO4)2 • 6–8(H2O).
La metanatroautunite rappresenta quindi l'analogo del sodio dell'autunite (Ca[UO2|PO4]2 • 10–12(H2O)) con un contenuto di acqua cristallina inferiore (meta).

## Etimologia e storia
La metanatroautunite è un minerale il cui nome deriva da quello della meta-autunite in riferimento al suo contenuto di sodio (natrum). Fino al 2008 era conosciuta come sodio-autunite.
Il minerale è stato scoperto per la prima volta nel deposito di uranio "Kuruk" vicino a Khodzhent, nella regione di Suƣd, in Tagikistan. È stata descritta nel 1957 da A.A. Chernikov, O.V. Krutetskaya e N.I. Organova, che inizialmente la chiamarono natroautunite e a cui associarono la formula Na(UO2)(PO4) • 5-8(H2O), evidenziando già da subito la stretta relazione con l'autunite. In un'altra pubblicazione del 1994 nella Doklady Akademiia Nauk, il team di ricerca di Chernikov è tornato dal termine natroautunite a metanatroautunite, il che alla fine ha portato a una richiesta di ridefinizione e ridenominazione del minerale.
Nel 2004, la domanda è stata approvata dalla CNMMN, la commissione per la denominazione e la classificazione di nuovi minerali dell'Associazione Mineralogica Internazionale (IMA), e il minerale è stato rinominato metanatroautunite. La formula è stata corretta.

## Classificazione
Nell'ormai obsoleta, ma ancora in uso, 8ª edizione della sistematica minerale secondo Strunz, la metanatroautunite apparteneva alla classe minerale dei "fosfati, arseniati e vanadati" e quindi alla sottoclasse dei "fosfati di uranile e vanatati di uranile", dove veniva elencata insieme ad autunite, fritzscheite, heinrichite, kahlerite, nováčekite, sabugalite, saléeite, torbernite, trögerite, uranocircite, uranospinite e zeunerite, con le quali forma il sistema nº VII/D.20b.
La 9ª edizione della sistematica minerale di Strunz, valida dal 2001 e utilizzata dall'Associazione Mineralogica Internazionale (IMA), classifica anche la metanatroautunite nella classe "8. Fosfati, arsenati, vanadati" e nella sottoclasse "8.E Fosfati e arsenati di uranile"; questa sottoclasse è suddivisa in modo più preciso in base al rapporto quantità di sostanza tra il complesso uranile (UO2) e il complesso fosfato, arseniato o vanadato (RO4), in modo che il minerale possa essere trovato nella suddivisione "8.EB UO2:RO4 = 1:1" in base alla sua composizione, dove si trova insieme a lehnerite, bassetite, meta-autunite, metaheinrichite, metakahlerite, metakirchheimerite, metasaléeite, metatorbernite, metazeunerite, metauramphite, przhevalskite, metalodèvite, metanováčekite, metauranocircite e metauranospinite, con le quali forma il sistema nº 8.EB.10.
Anche la classificazione dei minerali secondo Dana classifica la metanatroautunite nella classe dei "fosfati, arseniati e vanadati" e lì nella sottoclasse dei "fosfati idrati ecc.". Qui è l'unico membro del gruppo senza nome 40.02a.05 all'interno della suddivisione di "fosfati idrati ecc., con A2+(B2+)2(XO4) • x(H2O), con (UO2)2+".

## Abito cristallino
La metanatroautunite cristallizza nel sistema tetragonale nel gruppo spaziale P4/nmm (gruppo nº 129) con i parametri del reticolo a = 6,92 Å e c = 8,63 Å così come una unità di formula per cella unitaria.
La metanatroautunite differisce dall'autunite "normale" solo per il fatto che un atomo di calcio nella molecola è sostituito da due atomi di sodio. Inoltre, c'è un po' meno acqua cristallina.

## Proprietà
Il minerale è classificato come altamente radioattivo a causa del suo contenuto di uranio fino al 51,7% e ha un'attività specifica di circa 92,6 kBq/g (per confronto, il potassio naturale possiede un'attività specifica di 31,2 Bq/g).
Sotto la luce ultravioletta, alcuni campioni mostrano una fluorescenza verde-giallastra, simile a quella degli evidenziatori.

## Origine e giacitura
La metanatroautunite si forma, di solito, nella paragenesi con schoepite, gesso, caolinite e limonite, nella zona di ossidazione dei depositi di uranio nelle granodioriti.
Oltre alla località tipo, Suƣd in Tagikistan, il minerale si trova anche nella cava di granito del lago Boga (nello Stato di Victoria) e nel lago Boomerang vicino a Menangina (Australia Occidentale) in Australia, nonché nelle cave "Hills", "North Cave Hills" e "Slim Buttes" nella contea di Harding (Dakota del Sud) negli Stati Uniti.

## Forma in cui si presenta in natura
La metanatroautunite, analogamente all'autunite, sviluppa solitamente cristalli tabulari di dimensioni fino a circa 5 mm e aggregati minerali fogliari irradiati radialmente di colore giallo limone a giallo-verdastro; il colore del suo striscio è giallo chiaro.